# دولاب (أصفهان)
دولاب هي قرية في مقاطعة أصفهان، إيران. يقدر عدد سكانها بـ 464 نسمة بحسب إحصاء 2016.